# Сахрана Нелсона Манделе
Комеморација и сахрана Нелсона Манделе (1918-2013) се одржала 10. децембра 2013. уз присуство 90 хиљада људи и више од 90 страних делегација.

## Делегације
- Француска - Франсоа Оланд (председник)
- Немачка - Јоахим Гаук (председник)
- Шпанија - Маријано Рахој Бреј (премијер)
- Аустралија - Тони Абот (премијер)
- Кина - Ли Јуанчо (вице-премијер)
- Бразил - Дилма Русеф (председник)
- Индија - Пранаб Мукерџи (председник)
- Ирска - Мајкл Хигинс (председник)
- Авганистан - Хамид Карзај (председник
- Јордан - Абдулах Енсур(премијер), Ранија ел Абдулах (краљица)
- Замбија - Мајкл Сата (председник)
- Лесото - Том Табане (премијер)
- Мозамбик - Армандо Гебуза (председник)
- Нигер - Махамаду Исуфу (председник)
- Свазиленд - Барнабас Сибусисо-Дламини (премијер)
- Сједињене Америчке Државе - Барак Обама (председник), Мишел Обама (прва дама), Џорџ В. Буш( пор. председник),[ [Бил Клинтон]] (пор.председник), Џими Картер (пор. председник)
- Танзанија - Џакаја Киквете (председник)
- Тунис - Монсеф Марзуки (председник)
- Уганда - Јовери Мусевени (председник)
- Зимбабве - Роберт Мугабе (председник)
- Куба - Раул Кастро(председник), Фидел Кастро (пор. председник)
- Уједињено Краљевство - Дејвид Камерон (премијер), Пор. премијери: Гордон Браун, Тони Блер, Џон Мејџор, Чарлс, принц од Велса (принц)
- Данска - Фредерик од Данске (принц)
- Норвешка - Хокон, престолонаследник Норвешке (принц)
- Шведска - Викторија, престолонаследница Шведске (принцеза)
- Јапан - Нарухито, престолонаследник Јапана (принц)
- Белгија - Филип од Белгије (краљ)
- Краљевина Холандија - Вилем-Александер од Холандије (краљ)
- Хрватска - Иво Јосиповић (председник)
- Србија - Томислав Николић (председник)
- Словенија - Borut Pahor (председник)
- Венецуела - Николас Мадуро (председник)
- Тринидад и Тобаго - Камла Персад-Бисесар (премијер)
- Канада - Стивен Харпер (премијер)
- Јужна Кореја - Чон Хон Вон (премијер)
- Финска - Саули Нинисте (председник)
- Италија - Енрико Лета (премијер)
- Европска унија - Жозе Мануел Барозо
- Организација уједињених нација - Бан Ки-Мун
- Бахаме - Пери Кристи (премијер)
- Бангладеш - Абдул Хамид (председник)
- Бенин - Јаји Бони (председник)
- Боцвана - Ијан Хама (председник)
- Колумбија - Хуан Мануел Сантос (председник)